# يوميات الاستاذ سحلاوي
هو مسلسل رسوم متحركة كوميدي مصري يتناول شخصية سحلاوي وهو سحلية عالم طبيعة ومغامر والذي يجوب أنحاء مصر ليؤلف كتاب عن الحيوانات والطيور المصرية. العمل من تأليف هيثم خليل والأداء الصوتي لمعوض إسماعيل وعلاء الحريري وإيمان الموسيقي شريف نور وإخراج مصطفى الفرماوي.